# Pădurea Baranivskîi
Pădurea Baranivskîi (în ucraineană Баранівський ліс) este o rezervație peisagistică de importanță locală din raionul Ismail, regiunea Odesa (Ucraina), situată la est de drumul local Ismail – Cairaclia – Dermendere (ocolul silvic „Ismail”, sectorul „Baranivka”, parcelele 13-17).
Suprafața ariei protejate este de 163 de hectare, fiind creată în anul 2009 prin decizia consiliului regional.